# Międzynarodowy System Sędziowania ISU
Międzynarodowy System Sędziowania ISU, znany też jako Nowy System Sędziowania, Code of Points – to system sędziowania w łyżwiarstwie figurowym w konkurencjach jazdy indywidualnej (soliści, solistki), par sportowych, par tanecznych i łyżwiarstwa synchronicznego, używany od sezonu 2004/2005.
Został opracowany w odpowiedzi na kontrowersyjne rozstrzygnięcia zawodów sędziowanych systemem szóstkowym oraz 
skandal w łyżwiarstwie figurowym na Zimowych Igrzyskach Olimpijskich 2002, gdzie w konkurencji par sportowych dokonano zmowy sędziowskiej w konsekwencji której przyznano dwa złote medale olimpijskie – parze rosyjskiej Jelena Bierieżna / Anton Sicharulidze oraz parze kanadyjskiej Jamie Salé / David Pelletier. Niedługo po aferze zmodyfikowano system sędziowania, ale była to tylko zmiana tymczasowa. 
Od sezonu 2004/2005 do 2017/2018 obowiązywała skala wartości oceny jakości wykonania +/- 3 GOE. Od sezonu 2018/2019 Międzynarodowa Unia Łyżwiarska (ISU) wprowadziła skalę wartości oceniania +/- 5 GOE.

## Opis systemu
Na wynik końcowy za segment (TSS – ang. Total Segment Score) składają się: nota za elementy techniczne (TES – ang. Technical Element Score) oraz nota za komponenty programu (PCS – ang. Program Components Score). Zawodnicy mogą też stracić punkty za przekroczenie regulaminu. Wyliczone wyniki zaokrągla się do dwóch miejsc po przecinku.

### Panel techniczny
Panel techniczny składa się z Kontrolera technicznego (TC – ang. Technical Controller), Specjalisty technicznego (TS – ang. Technical Specialist) i Asystenta specjalisty technicznego (ATS – ang. Assistant Technical Specialist), pochodzących z trzech różnych państw należących do Międzynarodowej Unii Łyżwiarskiej. W celach rejestracyjnych pomaga im Operator danych (DO – ang. Data Operator). System odtwarzania nagrań programów w zwolnionym tempie obsługiwany jest przez Operatora odtwarzania (VRO – ang. Video Replay Operator), który wspiera panel techniczny przy identyfikacji wykonanych elementów łyżwiarskich przez zawodników. Specjalista techniczny, wspomagany przez Asystenta specjalisty technicznego, identyfikuje i nadaje poziomy trudności (ang. Levels of Difficulty) wykonanym elementom łyżwiarskim, identyfikuje nielegalne lub dodatkowe elementy oraz upadki w czasie rzeczywistym. Kontroler techniczny autoryzuje i/lub koryguje wystawioną ocenę, nadzoruje operatora danych i w razie potrzeby może zaproponować poprawki wystawionej oceny programu. W przypadku braku porozumienia przeważa większość głosów z panelu technicznego.

### Panel sędziowski
Zawody nadzoruje Główny Sędzia Zawodów. Do 2008 r. każde zawody oceniało 12 sędziów, ale do oceny końcowej programu wliczane były jedynie noty od 9 sędziów losowo wybrane przez system komputerowy. Po 2008 r. liczbę sędziów ograniczono do 9, a do oceny końcowej wliczane są noty od 7 sędziów po odrzuceniu not o skrajnych wartościach. 
W systemie oceniania ISU sędziowie koncentrują się całkowicie na ocenie technicznej wykonanego elementu (TES – ang. Technical Element Score) i jakości prezentacji, czyli tzw. komponentów (PCS – ang. Program Components Score). Ich wyniki są oparte na konkretnych kryteriach jakości dla każdego elementu i mają zapewniać kompleksową ocenę umiejętności i prezentacji każdego zawodnika, bez porównywania między zawodnikami. Sędziowie dokonują oceny za pośrednictwem ekranu dotykowego. Podczas zawodów ISU sędziowie mogą przeglądać w czasie rzeczywistym określone elementy występów łyżwiarzy za pomocą natychmiastowego systemu odtwarzania wideo, a ich ocena ostateczna jest przedstawiana zawodnikom po wykonaniu przez nich programu.

### Elementy techniczne
Nota łączna za elementy techniczne jest sumą not za poszczególne elementy wykonane przez zawodnika / parę w trakcie programu. Liczba elementów określona jest regulaminem, zależy od segmentu oraz konkurencji i wynosi:
- Pary sportowe:
  - Program krótki (SP) – 8
  - Program dowolny (FS) – 13
- Soliści:
  - Kwalifikacje (Q) (jeśli przeprowadzane) – 14
  - Program krótki (SP) – 8
  - Program dowolny (FS) – 14
- Solistki:
  - Kwalifikacje (Q) (jeśli przeprowadzane) – 13
  - Program krótki (SP) – 8
  - Program dowolny (FS) – 13
- Pary taneczne – Różnie

Każdy element wykonany podczas programu jest nazywany przez Specjalistę ds. Technicznych. Sędziowie Oceny oceniają jakość wykonania danego elementu przyznając noty -3, -2, -1, 0, +1, +2 lub +3. Każdy element ma przypisaną wartość bazową oraz wartości dla not za jakość wykonania. Dane te znajdują się w Tabeli Wartości (SoV – ang. Scale of Values). Jedna nota najwyższa i jedna najniższa są pomijane, do pozostałych podstawia się wartości zgodnie z tabelą SoV i wylicza średnią z podstawionych wartości, która stanowi Ocenę Jakości Wykonania (GOE – ang. Grade of Execution) elementu. Suma wartości bazowej i Oceny Jakości Wykonania stanowi notę łączną za dany element techniczny. Elementy są punktowane oddzielnie. Noty za poszczególne elementy są sumowane dając notę łączną na elementy techniczne (TES). Dodatkowo wartości bazowe elementów skokowych wykonywanych w drugiej połowie programu dowolnego mnożone są razy 1,1. Zawodnik może otrzymać premię w postaci 2 punktów za wykonanie zupełnie nowego elementu, ale premia ta może być przyznana tylko raz w ciągu programu. Wartość bazowa kombinacji skoków jest sumą wartości bazowych skoków składających się na kombinację. Wartość bazowa sekwencji skoków jest sumą wartości bazowych 2 najwyżej punktowanych skoków składających się na sekwencję pomnożoną razy 0,8. Przy obliczaniu GOE kombinacji lub sekwencji do not podstawia się wartości za najtrudniejszy skok.

### Komponenty programu
Oprócz elementów technicznych Sędziowie Oceny oceniają też tzw. komponenty programu przyznając noty od 0,25 do 10,00 z dokładnością do 0,25. Notę za 1 komponent stanowi średnia not sędziów (2 noty skrajne – 1 najwyższa i 1 najniższa są pomijane) przemnożona przez współczynnik zależny od komponentu, segmentu oraz konkurencji. Tabela współczynników wygląda następująco:
| Komponent                 | Pary sportowe | Pary sportowe | Soliści | Soliści | Soliści | Solistki | Solistki | Solistki |
| Komponent                 | SP            | FS            | Q       | SP      | FS      | Q        | SP       | FS       |
| ------------------------- | ------------- | ------------- | ------- | ------- | ------- | -------- | -------- | -------- |
| Umiejętności łyżwiarskie: | 0,80          | 1,60          | 2,00    | 1,00    | 2,00    | 1,60     | 0,80     | 1,60     |
| Połączenia elementów:     | 0,80          | 1,60          | 2,00    | 1,00    | 2,00    | 1,60     | 0,80     | 1,60     |
| Wykonanie:                | 0,80          | 1,60          | 2,00    | 1,00    | 2,00    | 1,60     | 0,80     | 1,60     |
| Choreografia:             | 0,80          | 1,60          | 2,00    | 1,00    | 2,00    | 1,60     | 0,80     | 1,60     |
| Interpretacja:            | 0,80          | 1,60          | 2,00    | 1,00    | 2,00    | 1,60     | 0,80     | 1,60     |

- Q – kwalifikacje, SP – Program krótki (ang. Short Program), FS – Program dowolny (ang. Free Skating)

W konkurencji tańców komponenty są i współczynniki są inne.
| Komponent                 |      |      |      |
| Komponent                 | CD   | OD   | FD   |
| ------------------------- | ---- | ---- | ---- |
| Umiejętności łyżwiarskie: | 0,75 | 0,80 | 1,25 |
| Kroki łączące:            | ---  | 0,80 | 1,75 |
| Wykonanie:                | 0,50 | 0,60 | 1,00 |
| Choreografia:             | ---  | 0,60 | 1,00 |
| Interpretacja:            | 0,50 | 1,00 | 1,00 |
| Zgodność z muzyką:        | 0,75 | ---  | ---  |

- CD – Taniec obowiązkowy (ang. Compulsory Dance), OD – Taniec oryginalny (ang. Original Dance), FD – Taniec dowolny (ang. Free Dance)

Łączną notę za komponenty programu (PCS) uzyskuje się poprzez zsumowanie not za poszczególne komponenty.

### Odjęcia
Odjęcia stosowane są za przekroczenia regulaminu zgodnie z tabelą:
| Przekroczenie                             | Liczba punktów                                |
| ----------------------------------------- | --------------------------------------------- |
| Upadek*                                   | 1,00 za każdy                                 |
| Przekroczenie czasu                       | 1,00 za każde 5 sekund powyżej/poniżej limitu |
| Nieprawidłowy strój/rekwizyt              | 1,00                                          |
| Niedozwolony element                      | 2,00 za każdy                                 |
| Przerwa w programie dłuższa niż 10 sekund | 1,00 za każde kolejne rozpoczęte 10 sekund    |

- *Upadek definiuje się tutaj jako utratę kontroli zawodnika, której skutkiem jest utrata kontaktu obu łyżew z lodem i lądowanie w pozycji nieruchomej (nawet przez moment).

Dodatkowo w tańcach można stracić punkty za inne przekroczenia regulaminu tańców (np. czas podnoszenia krótkiego przekraczający 7 sekund)